# 先濤數碼
先濤數碼企畫有限公司 （英語：Centro Digital Pictures Limited），簡稱先濤數碼，是香港數碼視覺特技公司，

## 管理層
創辦人朱家欣的父親朱旭華是邵氏國語片制片，朱家欣胞弟為鍾楚紅的夫婿、已故資深廣告人朱家鼎。朱家欣早年從事廣告，於1985年收購康力電視，後改名為「先濤數碼企劃有限公司」，並出任主席及行政總裁。。朱家欣2001年獲特區政府頒發銅紫荊星章。
公司英文名Centro取自朱家欣在意大利時留學時的母校Centro Sperimentale di Cinematografia。

## 歷史
1991年2月，改名為先濤電腦圖像有限公司(CENTRO COMPUTER GRAPHICS LIMITED)
1999年5月，改名為現名稱先濤數碼影畫製作有限公司(CENTRO DIGITAL PICTURES LIMITED)
2002年7月，製作周杰倫歌曲：龍拳MV裡的動畫部分 收錄於周杰倫2002年專輯《八度空間》
2009年10月，先濤數碼被華特迪士尼公司收購。
2012年3月，先濤數碼被國際級後期製作、動畫及發行機構 Deluxe Entertainment Service Group 收購。

## 參與影視作品及獎項
公司先後為多套香港電影如《風雲：雄霸天下》、《中華英雄》、《少林足球》、《見鬼》、《功夫》、《滿城盡帶黃金甲》及《標殺令》等製作視覺特技，更分別獲第21屆及第24屆香港電影金像獎「最佳視覺效果」和第35屆金馬獎、第36屆金馬獎、第38屆金馬獎、第39屆金馬獎「最佳視覺效果」殊榮，以及是首間亞洲區公司獲提名英國電影學會「最佳特別視覺效果」獎項。
2014年和2015年分別替無綫電視劇集《張保仔》、《殭》製作視覺特技。

## 另見條目
- 香港動畫
- 香港電影

## 外部連結
- 先濤數碼官方網站
- 先濤數碼在香港影庫上的簡介 （页面存档备份，存于）